# Maurice Floquet

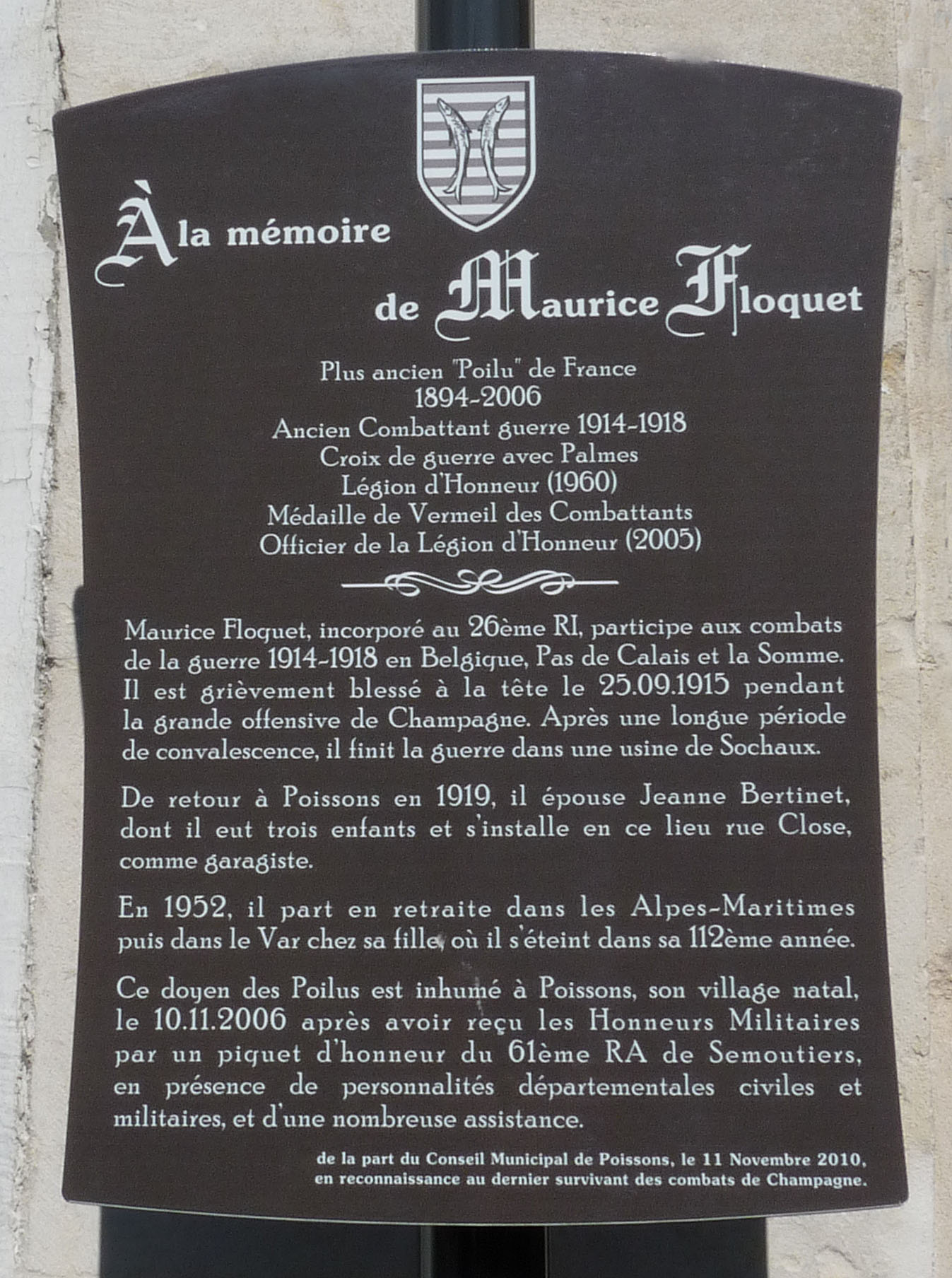

Maurice Noël Floquet (ur. 25 grudnia 1894, zm. 10 listopada 2006 w Montauroux) – francuski weteran I wojny światowej, znany z długowieczności.

## Życiorys
W czasie I wojny światowej służył w artylerii, uczestnicząc m.in. w walkach na froncie belgijskim pod koniec 1914. Był kilkakrotnie ranny. Schyłek wojny spędził jako pracownik fabryki bomb. Zdemobilizowany w 1919, ożenił się i pracował jako mechanik sprzętu rolniczego. Pozostał aktywny do późnej starości — jeszcze po ukończeniu 100 lat zajmował się pracami ogrodniczymi, a w wieku 110 lat jeździł codziennie przez 20 minut na rowerze.
Od 2002 był najstarszym żyjącym francuskim weteranem I wojny światowej. W chwili ukończenia 110 lat był także najstarszym mężczyzną we Francji. W grudniu 2004 został odznaczony przez prezydenta Chiraca krzyżem oficerskim Legii Honorowej. Wraz ze śmiercią Niemca Hermanna Dörnemanna w marcu 2005 przeszedł na niego prawdopodobnie tytuł najstarszego żyjącego mężczyzny w Europie. W maju 2006 osiągając wiek 111 lat i 155 dni poprawił rekord długości życia mężczyzny we Francji, należący wcześniej do pochodzącego z Algierii Emile Fourcade (1884-1995). Był jednym z trzech najstarszych mężczyzn na świecie, jedynie za Portorykańczykiem Emiliano Mercado del Toro i Amerykaninem Mosesem Hardym. Nie był natomiast do końca życia najstarszą osobą we Francji, żyło jednocześnie kilka starszych kobiet (m.in. Camille Loiseau, a po jej śmierci Marie-Simone Capony). Daleko było również do poprawienia długości życia we Francji, rekord ten bowiem należy do Jeanne Calment i wynosi przeszło 122 lata. Dane dotyczące długości życia pochodzą z badań zespołu naukowców Gerontology Research Group w Los Angeles i obejmują jedynie osoby, których datę urodzenia udało się w odpowiedni sposób zweryfikować.
W ostatnich miesiącach życia stan zdrowia Floqueta znacznie się pogorszył. W październiku 2006 nie mógł uczestniczyć osobiście w spotkaniu najstarszych weteranów wojennych z Anglii i Niemiec, Henry'ego Allinghama i Roberta Meiera. Zmarł miesiąc później, tuż przed kolejną rocznicą zakończenia działań I wojny światowej.